# Lucy Shoe Meritt
Lucy Taxis Shoe Meritt (geboren am 7. August 1906 in Camden (New Jersey); gestorben am 13. April 2003 in Austin (Texas)) war eine US-amerikanische Klassische Archäologin und Architekturhistorikerin.
Shoe Meritt studierte ab 1923 Archäologie bei Rhys Carpenter am Bryn Mawr College, an dem sie 1927 den Grad eines A.B., 1928 den Grad eines M.A. erhielt. Im Jahr 1929 wurde sie Fellow der American School of Classical Studies at Athens und kam zum ersten Mal in Kontakt mit griechischer Architektur. Entgegen ihrem Lehrbuchwissen musste sie feststellen, dass sich die an antiken Bauten eingesetzten Profile stark voneinander unterscheiden. Von 1930 bis 1934 studierte sie in der Folge die Profile griechischer Architektur vor Ort und legte das Ergebnis in einer 1936 veröffentlichten Arbeit „Profiles of Greek Mouldings“ vor, mit der sie 1935 in Bryn Mawr promoviert worden war.
Ein Stipendium der American Academy in Rome führte sie 1936/37 als Fellow nach Italien. Dort setzte sie ihre Profilstudien an den Bauten Großgriechenlands und Siziliens fort. Das Ergebnis legte sie 1952 in den „Profiles of Western Greek Mouldings“ vor. Von 1937 bis 1950 lehrte sie am Mount Holyoke College, einem Frauen vorbehaltenen College für die Liberal Arts. Im Jahr 1949/50 war sie als Research Fellow Forschungsstipendiatin abermals der American Academy in Rome und dehnte ihre Forschungen nun auf die italischen Profile aus. In den 1965 publizierten „Etruscan and Roman Republican Mouldings“ konnte sie grundlegende Unterschiede in den Gestaltungsprinzipien der unterschiedlichen Architekturlandschaften aufzeigen. Deutlich zeigte sich in ihren Untersuchungen die Unabhängigkeit der etruskischen Architektur von der griechischen einerseits, die Abhängigkeit der römischen Architektur von der etruskischen andererseits. Insgesamt stellten ihre Forschungen erstmals klar, dass die verschiedenen Formgebungen von Profil- und Zierleisten der antiken Architektur zeitabhängig sind und ein wichtiges formgeschichtliches Datierungskriterium darstellen.
Ab 1950 war Shoe Meritt Chefredakteurin für die Publikationen der American School of Classical Studies at Athens, eine Position, die sie bis 1972 behielt. Seit 1964 mit dem Altphilologen und Epigraphiker Benjamin Dean Meritt verheiratet, verließ sie 1972 Griechenland und folgte ihrem 1969 in den Ruhestand getretenen Mann, der an der University of Texas at Austin eine Gastprofessur antrat. Sie selbst wirkte an derselben Universität ab 1973 bis zu ihrem Tod als Professorin und Visiting scholar am Department of Classical Archaeology.
Für ihre Leistungen erhielt Lucy Shoe Meritt 1977 den Gold Medal Award for Distinguished Archaeological Achievement des Archaeological Institute of America. Ehrendoktorwürden erhielt sie 1974 von der Brown University, 1979 vom Hamilton College, New York. Sie war Mitglied der Society of Architectural Historians und der Historical Society of Princeton.

## Publikationen (Auswahl)
- Profiles of Greek Mouldings. 2 Bände. Harvard University Press, Cambridge MA 1936.
- Profiles of Western Greek Mouldings (= Papers and Monographs of the American Academy in Rome. 14, ZDB-ID 433281-7). 2 Bände. American Academy in Rome, Rom 1952.
- Etruscan and Republican Roman Mouldings (= Memoirs of the American Academy in Rome. 28, ISSN 0065-6801). American Academy in Rome, Rom 1965, JSTOR:i393799.
- History of the American School of Classical Studies at Athens. 1939–1980. American School of Classical Studies at Athens, Princeton NJ 1984, ISBN 0-87661-942-1 (online).
- Mit Ingrid E. M. Edlund-Berry: Etruscan and Republican Roman Mouldings (= University Museum Monograph. 107 (recte: 106)). 2 Bände. Erweiterte Auflage. University Museum – University of Pennsylvania u. a., Philadelphia PA u. a. 2000, ISBN 0-924171-77-4.